# Оргазъм
Оргазмът (от гръцки: οργασμός – „вълнение“) е кулминативният момент на завършителната фаза на човешкия копулативен цикъл, обикновено наричана плато. И мъжете, и жените изпитват оргазъм, характеризиран от силна телесна наслада и контракции на тазовите мускули, контролирани от вегетативната нервна система. Възможни са и други неволни и волни действия, например говор, издаване на звуци, спазми на други мускулни групи и общо чувство на еуфория и сексуално удовлетворение. При мъжете оргазмът е съпроводен с еякулация.
Еволюционното значение на мъжкия оргазъм е лесно обяснима – тя е пряко отговорна за възпроизводството на вида, тъй като води до еякулация. Мъжкият оргазъм е центриран главно върху пениса и пубисната област от тялото. От своя страна, женският оргазъм обикновено се смята за произтичащ от ерогенните зони по тялото и се дели на основно два типа – клиторен и вагинален. Все пак усещането може да е по-дифузно и при двата пола, като се включат части от цялото тяло. Според някои мнения днес клиторът е основната ерогенна зона, стимулацията на която води до оргазъм при жената, което произлиза от едно от обясненията на ситуацията, при която някои жени не успяват да получат оргазъм при обикновен вагинален коитус. Съществуват различни теории за еволюционното значение на женския оргазъм.
Разпространена е идеята за идеалния оргазъм – така наречената еупареуния. Това е състояние, при което и двамата партньори получават оргазъм едновременно. Това търсено от повечето двойки състояние обикновено се смята за трудно постижимо.
Мъжкият оргазъм обикновено е най-продължителен при млади мъже. С напредване на възрастта тази продължителност обикновено намалява, както и количеството на спермата в еякулата. Рефрактерният период след оргазъм също се увеличава с напредване на възрастта. При някои млади мъже може да се наблюдава явлението преждевременна еякулация. Това не е физическо, а психическо състояние, което може да се преодолее след подходяща терапия.
Умора и желание за покой обикновено последват оргазма. Това се обяснява с отделянето на пролактин, който потушава действието на хормоните, отговорни за сексуалната възбуда.

## Фази на сексуалния цикъл
Цикълът на сексуалния отговор съдържа 4 фази.
1. Първата фаза се нарича фаза на възбуда, по време на която тялото започва да реагира на сексуални стимули. Те могат да бъдат от всякакъв вид: гледка, звук, аромат, докосване или дори представа за нещо еротично. При мъжете тази фаза започва с ерекция, докато при жените физическите белези са овлажняването на вагината, което се дължи на изпълването с кръв на вагиналните съдове.
2. Ако стимулацията продължи, се навлиза в следващата фаза – така нареченото плато. Името произлиза от факта, че тази фаза може да е с различна продължителност, най-вече в зависимост от желанието на индивида и неговата възбуда. През тази фаза стимулацията на издутите от притока на кръв полови органи води до приятно усещане.
3. Третата фаза е тази на същинския оргазъм. Тя се достига при върховата точка на удоволствието вследствие на натрупването на сексуалното напрежение през предходната фаза. Резултатът са характерните и при двата пола контракции, които могат да бъдат с различен интензитет и продължителност. При мъжете обикновено контракциите са между 6 и 15 и продължават всяка около 1 секунда. При жените по-слаб оргазъм може да предизвика 3 – 5 контракции, докато по-силен такъв – между 10 и 15, като продължителността на всяка контракция е около 0,8 секунди.
4. Последната фаза на сексуалния цикъл е рефрактерната фаза. При мъжете тя се характеризира с много по-голяма продължителност и в повечето случаи загуба на ерекцията. Принципно рефрактерната фаза продължава около 30 минути, преди да се възстанови възбудимостта. При жените тази фаза е по-къса и обуславя възможността за получаване на т.нар. множествен оргазъм.

Сексуалният цикъл при мъжете и жените е принципно сходен, макар жените да се различават с по-късия си рефрактерен период и по-голямата възможност за множествен оргазъм, както и с по-голямата дължина на платото.